# Liste der Monuments historiques in Hannonville-sous-les-Côtes
Die Liste der Monuments historiques in Hannonville-sous-les-Côtes führt die Monuments historiques in der französischen Gemeinde Hannonville-sous-les-Côtes auf.

## Liste der Objekte
| Bezeichnung                                        | Beschreibung                                                  | Standort                       | Kennzeichnung | Schutzstatus | Datum | Bild |
| -------------------------------------------------- | ------------------------------------------------------------- | ------------------------------ | ------------- | ------------ | ----- | ---- |
| Gemälde Der heilige Martin teilt seinen Mantel (1) | Ölfarbe auf Leinwand, 1857 von Theodore-Achille Fouquet       | in der Kirche St-Martin (Lage) | PM55001896    | Inscrit      | 1985  |      |
| Agericus- und Maurus-Reliquiar                     | Messing, Holz, vergoldet, 19. Jahrhundert, mit älteren Teilen | in der Kirche St-Martin (Lage) | PM55002659    | Inscrit      | 2007  |      |
| Gemälde Der heilige Martin teilt seinen Mantel (2) | Ölfarbe auf Leinwand, 18. Jahrhundert                         | in der Kirche St-Martin (Lage) | PM55001897    | Inscrit      | 1985  |      |
| Kelch                                              | Silber, vergoldet, 1785                                       | in der Kirche St-Martin (Lage) | PM55001388    | Classé       | 2007  |      |